# Alyssa Thompson
Alyssa Paola Thompson (Los Angeles, Califòrnia, 7 de novembre de 2004) és una futbolista estatunidenca. Jugadora de l'Angel City FC d'ençà de l'11 de gener del 2023, és davantera a l'equip nacional femení dels Estats Units. Arran de la seva trajectòria excepcional va ser designada, a l'abril de 2021, com a futbolista femenina nacional de l'any per Gatorade.

## Biografia
Alyssa Thompson va néixer el 7 de novembre de 2004 al si d'una família de classe mitjana originària de la Vall de San Fernando. La seva mare, Karen Thompson, que és d'origen peruà és fisioterapeuta i el pare, Mario Thompson és principal d'escola. Té dues germanes, Gisele que té un any menys i també és futbolista i la més petita Zoe, que té 7 anys menys.
Començà a destacar quan tenia 13 anys, jugant aleshores amb futbolistes quatre anys més grans que ella.